# مارگو ویلسون
مارگو ویلسون (انگلیسی: Margo Wilson; ۱ اکتبر ۱۹۴۲ – ۲۴ سپتامبر ۲۰۰۹) روان‌شناسی فرگشتی اهل کانادا بود. او استاد روان‌شناسی در دانشگاه مک مستر در همیلتون، انتاریو، کانادا بود، که به خاطر کار پیشگام خود در زمینه روان‌شناسی فرگشتی و کمک‌هایش در مطالعه خشونت مورد توجه قرار گرفت.